# Nostolachma khasiana
Nostolachma khasiana là một loài thực vật có hoa trong họ Thiến thảo. Loài này được (Korth.) Deb & Lahiri mô tả khoa học đầu tiên năm 1975.